# 古斯塔夫·阿伦尼乌斯
古斯塔夫·阿伦尼乌斯（英語：Gustaf Olof Svante Arrhenius，1922年9月5日—2019年2月9日）是一位瑞典海洋学家和地球化学家，也是瑞典著名化学家斯万特·奥古斯特·阿伦尼乌斯的孙子。